# Nakajima Sakae

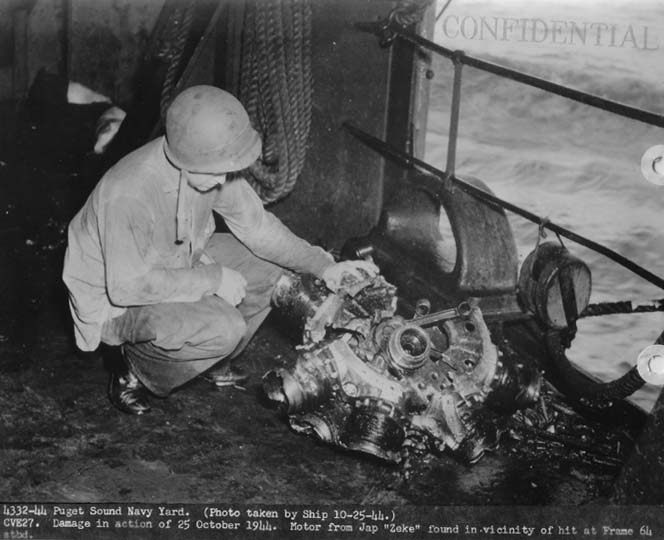
Resti di un Sakae dopo un attacco kamikaze.

Il Nakajima Sakae (栄?, prosperità) era un motore aeronautico radiale, a 14 cilindri a doppia stella, raffreddato ad aria, sviluppato dall'azienda giapponese Nakajima Hikōki KK nei tardi anni trenta del XX secolo per equipaggiare numerosi modelli prima e durante la seconda guerra mondiale.

## Storia del progetto
Nei primi anni trenta, la Nakajima Hikōki decise di acquistare una licenza di produzione per il motore radiale francese Gnome-Rhône 14K Mistral Major, un modello particolarmente apprezzato a livello internazionale. Il suo ufficio tecnico intraprese uno sviluppo del progetto originale, identificato con il nome di Sakae, e lo propose all'attenzione dei vertici dell'Esercito imperiale giapponese come equipaggiamento dei propri nuovi modelli di aerei militari. Secondo il sistema di designazione adottato il Sakae fu identificato come Ha-25 (ハ25); gli ulteriori sviluppi che ne seguirono furono identificati dalle sigle Ha-35, Ha-105 e Ha-115. Anche i modelli di aereo proposti alla Marina imperiale giapponese ottennero una loro specifica designazione così come il Sakae, identificato come Nakajima NK1 con i sottotipi identificati dal numero di modello, ovvero NK1 Sakae serie 10, 20 e 30.
In totale, furono 21 166 i Sakae costruiti, dei quali 9 067 realizzati su licenza da altre aziende giapponesi.

## Versioni
Army Type 99 975 hp Air-cooled Radial
designazione "lunga" (in lingua inglese) dell'Esercito imperiale del motore radiale Nakajima NK1 chiamato Sakae.
Nakajima Ha-25
designazione "corta" dell'Esercito imperiale data alla prima serie avviata alla produzione del motore radiale Nakajima NK1 chiamato Sakae.
Nakajima Ha-35
Nakajima Ha-35 Model 11
Nakajima Ha-35 Model 12
Nakajima Ha-35 Model 23 - 1 150 hp (858 kW)
Nakajima Ha-105

Nakajima Ha-115
Nakajima Ha-115-I
Nakajima Ha-115-II
Nakajima NK1
NK1C Sakae 12 - 925 hp (690 kW), 940 hp (701 kW), 975 hp (727 kW)
NK1D Sakae 11 - 970 hp (723 kW) , 985 hp (735 kW)
NK1F Sakae 21 - 1 115 hp (831 kW) , 1 130 hp (843 kW)
NK1E Sakae 31 - 1 130 hp (843 kW) , potenza di combattimento 1 210 hp (902 kW) con iniezione di miscela di acqua-etanolo

## Velivoli utilizzatori
Giappone
- Kawasaki Ki-48
- Mitsubishi A6M
- Mitsubishi C5M
- Nakajima B5N
- Nakajima J1N
- Nakajima Ki-43
- Nakajima Ki-115
- Kawasaki Ki-56